# 化学物質の審査及び製造等の規制に関する法律
化学物質の審査及び製造等の規制に関する法律（かがくぶっしつのしんさおよびせいぞうとうのきせいにかんするほうりつ、昭和48年10月16日法律第117号）は、化学物質の審査、製造・輸入・使用の規制に関する日本の法律である。略称は化審法（かしんほう）または化学物質審査規制法。

## 主務官庁
次の各省庁の共管。
- 厚生労働省医薬局医薬品審査管理課化学物質安全対策室
- 経済産業省製造産業局化学物質管理課化学物質安全対策室
- 環境省大臣官房環境保健部化学物質安全課化学物質審査室[1]

## 目的
難分解性の性状を有し、かつ、人の健康を損なうおそれ又は動植物の生息若しくは生育に支障を及ぼすおそれがある化学物質による環境の汚染を防止するため、新規の化学物質の製造又は輸入に際し事前にその化学物質が難分解性等の性状を有するかどうかを審査する制度を設けるとともに、その有する性状等に応じ、化学物質の製造、輸入、使用等について必要な規制を行うことを目的とする。（法第1条）

## 法制定の背景
昭和43年（1968年）に起こったカネミ油症事件のポリ塩化ビフェニル（PCB）による健康被害を契機に、昭和48年（1973年）に制定された。カネミ油症事件が起こるまで、人への健康被害の防止は、直接、化学物質と接触して被害を及ぼすような毒劇物の製造・使用等の規制や排出ガス・排出水等の規制によっておこなわれてきた。
ところが、この事件は、従来規制対象になっていなかった安定で分解しにくい物質が、長期間にわたって人体に残留してじわじわと健康に被害を及ぼしたことで、これまでの化学物質の安全性に関する考え方を根本的に覆すものだった。
このため、化学工業の発展に伴って新しい化学物質が次々に製造されるにあたり、PCBのような難分解性・高濃縮性の化学物質に対して、その安全性を確認し、人の健康を損なうおそれのある化学物質の製造・輸入の規制が求められるようになった。そこで、厚生省（現：厚生労働省）・通商産業省（現：経済産業省）によって、昭和48年に化学物質の審査及び製造等の規制に関する法律が策定された。化審法の特徴は新規化学物質の事前審査制度を世界に先駆けて導入したことであり、届出された新規化学物質のうち、難分解性、高濃縮性、長期毒性のあるものを特定化学物質(現：第一種特定化学物質)に指定し、製造・輸入の規制（事実上の製造・輸入禁止）を行った。化審法はPCBを規制するための法律として産声を上げたのである。
その後、昭和61年（1986年）に従来の特定化学物質を第一種特定化学物質に改編するとともに、トリクロロエチレン、テトラクロロエチレンによる地下水汚染問題を契機に、高濃縮性ではないが難分解性、長期毒性のある化学物質を第二種特定化学物質に新たに指定し、規制をおこなうことになった。また、高濃縮性ではないが難分解性、長期毒性のおそれの疑いのある化学物質も指定化学物質(現：第二種監視化学物質)に指定し、必要な措置が講じられることになった。
平成11年（1999年）には、中央省庁再編がおこなわれ、厚生省が厚生労働省へ、通産省が経済産業省へ再編されるとともに、業務の見直しがおこなわれ、環境省も共同で業務をおこなうこととなった。
しかし、ここまでの化審法は、環境を経由した人の健康被害の防止のみを目的としており、一般環境中の動植物への影響を考えていなかった。また、OECDからも、日本の化学物質管理政策に対して「生態系保全」の考え方を導入するように勧告がなされた。そこで、平成15年（2003年）に法律を改正し、動植物への影響に着目した制度の導入（第三種監視化学物質の指定・措置）や環境中の放出可能性に着目した制度（中間物等の申出・確認）の見直しなどが行われ、現在に至っている。
国際的な規制強化の潮流にあわせ、2009年の法改正で、2011年4月1日から企業に対して、すべての化学物質の製造・輸入量、用途を年1回報告することが義務づけられた。EUのREACH制度の日本版といえる規制である。

## 規制対象物質

### 概要
化審法で対象となる化学物質は、放射性物質、毒物及び劇物取締法、覚醒剤取締法、麻薬及び向精神薬取締法に規定の物質を除くもので、元素又は化合物に化学反応を起こさせることにより得られる化合物であり、以下のように分類され、厚生労働大臣・経済産業大臣・環境大臣により指定される。（2015年4月1日現在）
- 監視化学物質：2009年改正前の第一種監視化学物質。難分解性・高蓄積性だが、有害性が明らかでないもの（法第2条第4項）。39種。
- 優先評価化学物質：第二種特定化学物質に明らかに該当しないと認められず、かつ製造・使用量が多いため、リスク評価を優先的に行う必要があるもの（法第2条第5項）。190種。
- 一般化学物質：既存化学物質、新規公示化学物質、旧第二種・第三種監視化学物質のうち優先評価化学物質等の指定を受けなかったもの、優先評価化学物質の指定を取り消されたもの（法第2条第7項）。

以上につき必要に応じて有害性調査を行い、有害性が明らかな場合には以下に指定する。
- 第一種特定化学物質：難分解性・高蓄積性・人への長期毒性のおそれまたは高次捕食動物への毒性のあるもの。PCB、DDTなど28種。製造、輸入および一部用途以外の使用が禁止される。殆どの化学物質がPOPs条約で付随書Aに登録されている。（DDTとPFOS、PFOSFは付随書Bに登録）
- 第二種特定化学物質：難分解性・高蓄積性でない、人への長期毒性のおそれまたは生活環境動植物への毒性があり、被害の恐れが認められる環境残留があるもの。トリクロロエチレン、四塩化炭素など23種。製造・輸入の予定・実績数量等の届出が義務付けられ、その数量が規制される。

### 各項目

#### 第一種特定化学物質
2018年（平成30年）4月1日時点。日付は指定年月日

1974年6月7日
- ポリ塩化ビフェニル(PCB)（PRTR法の第一種指定化学物質にも登録）

1979年8月14日
- ポリ塩化ナフタレン(塩素数が3以上のものに限る)（POPs条約では未登録）
- ヘキサクロロベンゼン

1981年10月2日
- アルドリン
- ディルドリン
- エンドリン
- DDT

1986年9月17日
- クロルデン

1989年12月27日
- ビス(トリブチルスズ)オキシド（POPs条約では未登録）

2000年12月27日
- N,N'-ジトリル-p-フェニレンジアミン、N-トリル-N'-キシリル-p-フェニレンジアミン又はN,N'-ジキシリル-p-フェニレンジアミン（POPs条約では未登録）
- 2,4,6-トリ-tert-ブチルフェノール（POPs条約では未登録）

2002年9月4日
- トキサフェン
- マイレックス

2005年4月1日
- ケルセン又はジコホル（POPs条約では未登録）
- ヘキサクロロブタ-1,3-ジエン（POPs条約では未登録）

2007年10月31日
- 2-(2H-1,2,3-ベンゾトリアゾール-2-イル)-4,6-ジ-tert-ブチルフェノール（POPs条約では未登録）

2010年4月1日
- PFOS又はその塩（PRTR法の第一種指定化学物質にも登録）
- PFOSF
- ペンタクロロベンゼン
- α-HCH（BHC)
- β-HCH
- γ-HCH又はリンデン
- クロルデコン
- ヘキサブロモビフェニル
- テトラブロモジフェニルエーテル
- ペンタブロモジフェニルエーテル
- ヘキサブロモジフェニルエーテル
- ヘプタブロモジフェニルエーテル

2014年5月1日
- エンドスルファン又はベンゾエピン
- ヘキサブロモシクロドデカン

2016年4月1日
- 塩素数が2であるポリ塩化ナフタレン
- ペンタクロロフェノール又はその塩若しくはエステル

2018年4月1日
- ポリ塩化直鎖パラフィンの一部
- デカブロモジフェニルエーテル

#### 第二種特定化学物質
- トリクロロエチレン
- テトラクロロエチレン
- 四塩化炭素
- トリフェニルスズ化合物(7種)
- トリブチルスズ化合物(13種)

#### 監視化学物質
J-CHECK監視化学物質参照。

#### 優先評価化学物質
J-CHECK優先化学物質参照。

## 他国での化学物質管理・規制と化学物質リストの例
各国・地域において、それぞれの法令により、化学物質の審査や化学物質のリスト(インベントリ)が整備されている。
- REACH (Verordnung (EG) Nr. 1907/2006) (EU)
- AICS - Australian Inventory of Chemical Substances (オーストラリア)
- DSL - Canadian Domestic Substances List (カナダ)
- NDSL - Canadian Non-Domestic Substances List (カナダ)
- KECL (単に ECL とも) - Korean Existing Chemicals List (大韓民国)
- ENCS (MITI) - Japanese Existing and New Chemical Substances (日本)
- PICCS - Philippine Inventory of Chemicals and Chemical Substances (フィリピン)
- TSCA - US Toxic Substances Control Act (アメリカ合衆国)
- SWISS - Giftliste 1 (スイス)
- SWISS - Inventory of Notified New Substances (スイス)